# مسمى اللون

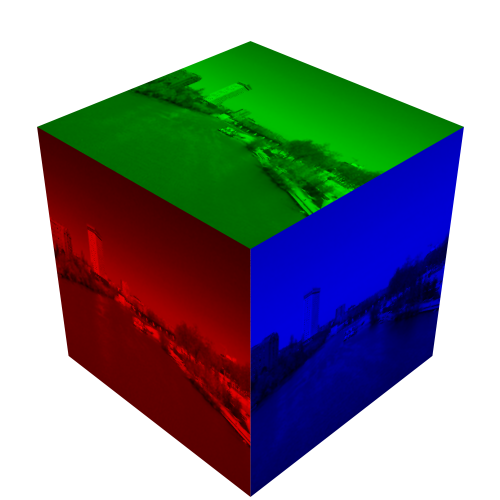

مسمى اللون، يُعرف أيضًا باسم اللون، هو كلمة أو عبارة تشير إلى لون معين. قد يشير مسمى اللون إلى الإدراك البشري لهذا اللون (الذي يتأثر بالإطار النظري)، أو إلى سمة مادية أساسية (مثل طول الموجة المحددة لـالضوء المرئي). يوجد أيضًا أنظمة عديدة لمواصفات الألوان، يُشار إليها باسم الفضاء اللوني.

## في اللغات الطبيعية
تتكون كلمات الألوان ذات المقطع الواحد من مفردة واحدة، مثل «الأحمر» أو «البني» أو «الزيتوني». وتتكون كلمات الألوان المركبة من الصفات (مثل «البني الفاتح» أو «الأخضر البحري») أو كلمات اللون الأساسية المتعددة (مثل «الأخضر المائل للصفرة»).

### الاختلافات الثقافية
للثقافات المختلفة مصطلحات مختلفة لتسمية الألوان، وقد تطلق كذلك بعض مسميات الألوان على أجزاء مختلفة قليلًا لفضاء اللون البشري: على سبيل المثال، المقطع الصيني 青 (يُنطق qīng في المندرين وAo في اليابانية) له معنى يشمل الأزرق والأخضر؛ تعد الألوان الأزرق والأخضر عادة أطياف لـ"青." في المصطلحات الأكثر حداثة، يُطلق عليها 藍 (في لغة المندرين) و綠 (في المندرين) على التوالي.
وبالمثل، تعد اللغات انتقائية عند تحديد أي من الألوان التي تُقسَّم إلى ألوان مختلفة اعتمادًا على درجة الألوان الفاتحة أو الداكنة. تُقسم الإنجليزية بعض الأشكال إلى عدة ألوان مختلفة وفقًا لدرجة إشراقها: مثل الأحمر والوردي أوالبرتقالي والبني. بالنسبة للمتحدثين بالإنجليزية، يتم تصور تلك الأزواج من الألوان على أنها أنواع مختلفة، على الرغم من أنها في الواقع ليست سوى أخضر فاتح وأخضر داكن. يميز الروس بالطريقة نفسها بين الوردي المحمر والبني المائل للون البرتقالي، ولكن هناك تمييز أكبر بين سني (sinii) وجولوبوي (goluboi)، ويطلق عليهما المتحدثون بالإنجليزية الأزرق الغامق والأزرق الفاتح. بالنسبة للمتحدثين بالروسية يعد اللونان سني وجولوبوي منفصلين كالأحمر والوردي أو البرتقالي والبني.

## وصلات خارجية
- The Colour of Words - Article on Color Names
- Coloria.net: Color names
- Japanese Color Names Cheat Sheet
- Japanese Traditional Color Names
- Japanese colors with English names
- Inter-Society Color Council
- The color names in CSS 3: Color Module and SVG
- Survey of color dictionaries
- An Online Color Naming Experiment
- Color Words in Many Languages
- Test your own color terms